# Municipio de Ozurgueti
El municipio de Ozurgueti (en georgiano: ოზურგეთის მუნიციპალიტეტი) es un municipio de Georgia perteneciente a la región de Guria. El área total del municipio es 825 kilómetros cuadrados y su centro administrativo es Ozurgueti. La población era 48.078, según el censo de 2014.

## Geografía
El municipio de Ozurgueti está ubicado en el oeste de Georgia y limita al norte con el municipio de Lanchjuti y al este con Chojatauri, estando al sur el municipio de Kobuleti en Ayaria.
El territorio del municipio incluye principalmente los valles de los dos ríos más grandes, el río Supsa y el Natanebi. El río Choloki separa el municipio de Ozurgueti del territorio del municipio de Kobuleti. Los puntos más altos del territorio del municipio se encuentran en la parte sureste de su frontera. Aquí están los picos más altos del municipio: monte Sakornia (3014 m) y Gunistavi (2331 m).

### Clima
El clima se caracteriza por ser húmedo subtropical. La humedad se debe a la proximidad del mar Negro y las altas cordilleras al este.

## Historia
Desde el colapso del reino de Georgia a principios del siglo XV hasta el siglo XIX, el territorio del municipio actual perteneció al principado de Guria. Después de unirse al Imperio ruso en 1810, primero como protectorado y formalmente anexionado en 1829, pasó a formar parte de uyezd de Guria de la gobernación de Kutaisi.
En 1918, Guria pasó a formar parte de la República Democrática de Georgia, que duró hasta marzo de 1921. Con diferentes asignaciones administrativas, esto existió hasta el período soviético, cuando el raión de Ozurgueti se escindió en 1930. En 1934 se renombró como municipio de Majaradze, en honor a Filipp Majaradze.
En 1995, el municipio de Ozurgueti se incluyó en la recién creada región de Guria y se transformó en municipio en 2006. Entre 2014 y 2017, la ciudad de Ozurgueti, como otras, se separó del municipio y se convirtió en una ciudad denominada "autogobernada" (o kalaki).

## Política
La asamblea municipal de Ozurgueti (en georgiano: ოზურგეთის საკრებულო) es un órgano representativo en el municipio de Ozurgueti, que consta de 45 miembros que se eligen cada cuatro años. La última elección se llevó a cabo en octubre de 2021 y la ganó Davit Sharashidze del Sueño georgiano.
| Partido político | Partido político                    | 2017 | 2021 |
| ---------------- | ----------------------------------- | ---- | ---- |
|                  | Sueño georgiano                     | 36   | 30   |
|                  | Movimiento Nacional Unido           | 4    | 11   |
|                  | Para Georgia                        |      | 4    |
|                  | Alianza de los Patriotas de Georgia | 2    |      |
|                  | Georgia Europea                     | 1    |      |
|                  | Partido Laborista de Georgia        | 1    |      |
|                  | Políticos independientes            | 2    |      |
| Total            | Total                               | 46   | 45   |

## División administrativa
El municipio consta de 15 comunidades administrativas (temi), 3 asentamientos de tipo urbano (Kveda Nasakirali, Laituri, Naruya, Ureki) y una ciudad, Ozurgueti. Los temi o consejos de pueblos son: Askana, Bajvi, Baileti, Bojvauri, Chanieti, Dvabzu, Gurianta, Konchkati, Kveda Dzimiti, Lijauri, Makvaneti, Melekeduri, Meria, Mtispiri, Nagomari, Natanebi, Shemokmedi, Shroma, Silauri, Tjinvali, Tsjemlisjidi, Vakijvari, Yumati.

## Demografía
El municipio de Ozurgueti ha tenido una disminución de población desde 1989, teniendo hoy sobre el 65% de los habitantes de entonces.
| Población del municipio de Ozurgueti | Población del municipio de Ozurgueti | Población del municipio de Ozurgueti | Población del municipio de Ozurgueti | Población del municipio de Ozurgueti | Población del municipio de Ozurgueti | Población del municipio de Ozurgueti | Población del municipio de Ozurgueti | Población del municipio de Ozurgueti | Población del municipio de Ozurgueti | Población del municipio de Ozurgueti | Población del municipio de Ozurgueti |
| | 1897                                 | 1922                                 | 1926                                 | 1939                                 | 1959                                 | 1970                                 | 1979                                 | 1989                                 | 2002                                 | 2014                                 | 2021                                 |
| --- | ------------------------------------ | ------------------------------------ | ------------------------------------ | ------------------------------------ | ------------------------------------ | ------------------------------------ | ------------------------------------ | ------------------------------------ | ------------------------------------ | ------------------------------------ | ------------------------------------ |
| Municipio de Ozurgueti | -                                    | -                                    | -                                    | 58 514                               | 75 240                               | 79 710                               | 84 278                               | 90 040                               | 78 760                               | 48 078                               | 59 357                               |
| Ciudad de Ozurgueti | 4710                                 | -                                    | 5874                                 | 11 419                               | 19 131                               | 21 679                               | 22 393                               | 23 399                               | 18 705                               | 14 785                               | 14 341                               |
| Datos: Estadística de población de Georgia desde 1897 hasta hoy. Nota:Entre 2014 y 2017, los datos no se incliye la ciudad de Ozurgueti en el municipio de Ozurgueti. |                                      |                                      |                                      |                                      |                                      |                                      |                                      |                                      |                                      |                                      |                                      |

La población está compuesta por un 99% de georgianos.
|                                                                                               | 1939      | 1939       | 1959      | 1959       | 2002      | 2002       | 2014      | 2014       |
| Grupo étnico                                                                                  | Población | Porcentaje | Población | Porcentaje | Población | Porcentaje | Población | Porcentaje |
| --------------------------------------------------------------------------------------------- | --------- | ---------- | --------- | ---------- | --------- | ---------- | --------- | ---------- |
| Georgianos                                                                                    | 48 643    | 83,1%      | 58 008    | 77,1%      | 75 142    | 99,34%     | 47 121    | 99,66%     |
| Rusos                                                                                         | 8829      | 15,1%      | 7509      | 10%        | 1133      | 0,33%      | 245       | 0,19%      |
| Ucranianos                                                                                    | 8829      | 15,1%      | 1595      | 2,1%       | 159       | 0,03%      | 61        | 0,01%      |
| Armenios                                                                                      | 239       | 0,4%       | 5023      | 6,7%       | 1944      | 0,12%      | 557       | 0,06%      |
| Griegos                                                                                       | 49        | 0,1%       | 132       | 0,2%       | 29        | 0,01%      | 4         | 0,02%      |
| Azeríes                                                                                       | 9         | 0,1%       | 192       | 0,3%       | 55        | 0,01%      | 24        | 0,03%      |
| Osetios                                                                                       | 11        | 0,1%       | 160       | 0,2%       | 103       | 0,07%      | 12        | 0,02%      |
| Abjasios                                                                                      | -         | -          | -         | -          | 59        | 0,05%      | 3         | -          |
| Yazidíes                                                                                      | -         | -          | -         | -          | 23        |            | 6         |            |
| Judíos                                                                                        | 60        | 0,1%       | 51        | 0,1%       | -         | -          | 1         | -          |
| Kurdos                                                                                        | -         | -          | 1608      | 2,1%       | -         | -          | -         | -          |
| Lezguinos                                                                                     | 6         | 0,1%       | -         | -          | -         | -          | -         | -          |
| Alemanes                                                                                      | 329       | 0,6%       | -         | -          | -         | -          | -         | -          |
| Asirios                                                                                       | 10        | 0,1%       | -         | -          | -         | -          | -         | -          |
| Chechenos y kists                                                                             | -         | -          | -         | -          | 2         | -          | 26        | 0,02%      |
| Total                                                                                         | 58 514    | 100%       | 75 240    | 100%       | 78 760    | 100%       | 48 078    | 100%       |
| Nota: desde 2014 los datos no se incliye la ciudad de Ozurgueti en el municipio de Ozurgueti. |           |            |           |            |           |            |           |            |

## Economía
El municipio de Ozurgueti tiene balnearios únicos tanto en la costa como en la zona alpina. De los cuatro centros turísticos de estado recreativo en Georgia, Ureki es el único que se encuentra en el municipio. Los centros turísticos del municipio permiten recibir turistas en invierno y verano. La rama principal de la industria era la industria alimentaria en tiempos soviéticos, y después de la independencia también.

## Infraestructura

### Arquitectura y monumentos
El monumento histórico más antiguo en el territorio del municipio es la ciudad de Vashnari. En el municipio hay monasterios de importancia como el monasterio de Achi, monasterio de Jumati o el de Shemokmedi, o iglesias como la de Lijauri. Las fortalezas medievales están presentes en algunos pueblos, como Askana y Lijauri.

### Educación
En el municipio hay 44 escuelas, escuelas de música y deportes y una escuela de formación profesional.

### Transporte
Algunas de las carreteras que pasan por el municipio de Ozurgueti son Sayavajo-Chojatauri-Ozurgueti-Kobuleti, Natanebi-Ozurgueti y Ozurgueti-Lesa-Ninoshvili pasan por el territorio del municipio.
Un tramo de la línea ferroviaria Samtredia-Batumi, así como la línea ferroviaria Natanebi-Ozurgueti pasan por el territorio del municipio.Hay tráfico ferroviario desde la ciudad de Ozurgueti en dirección a Tiflis y Batumi.

## Galería

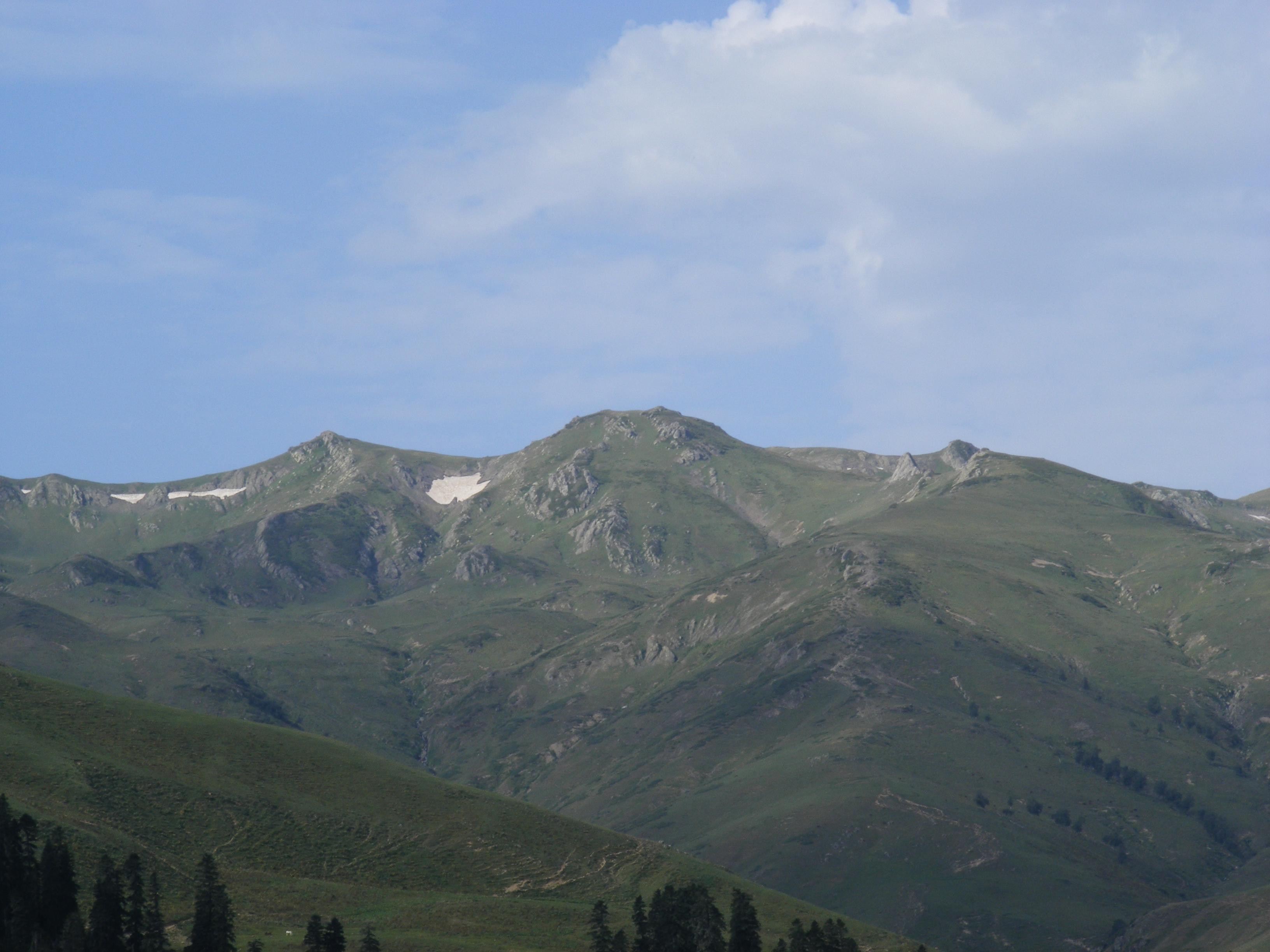
Monte Sakornia
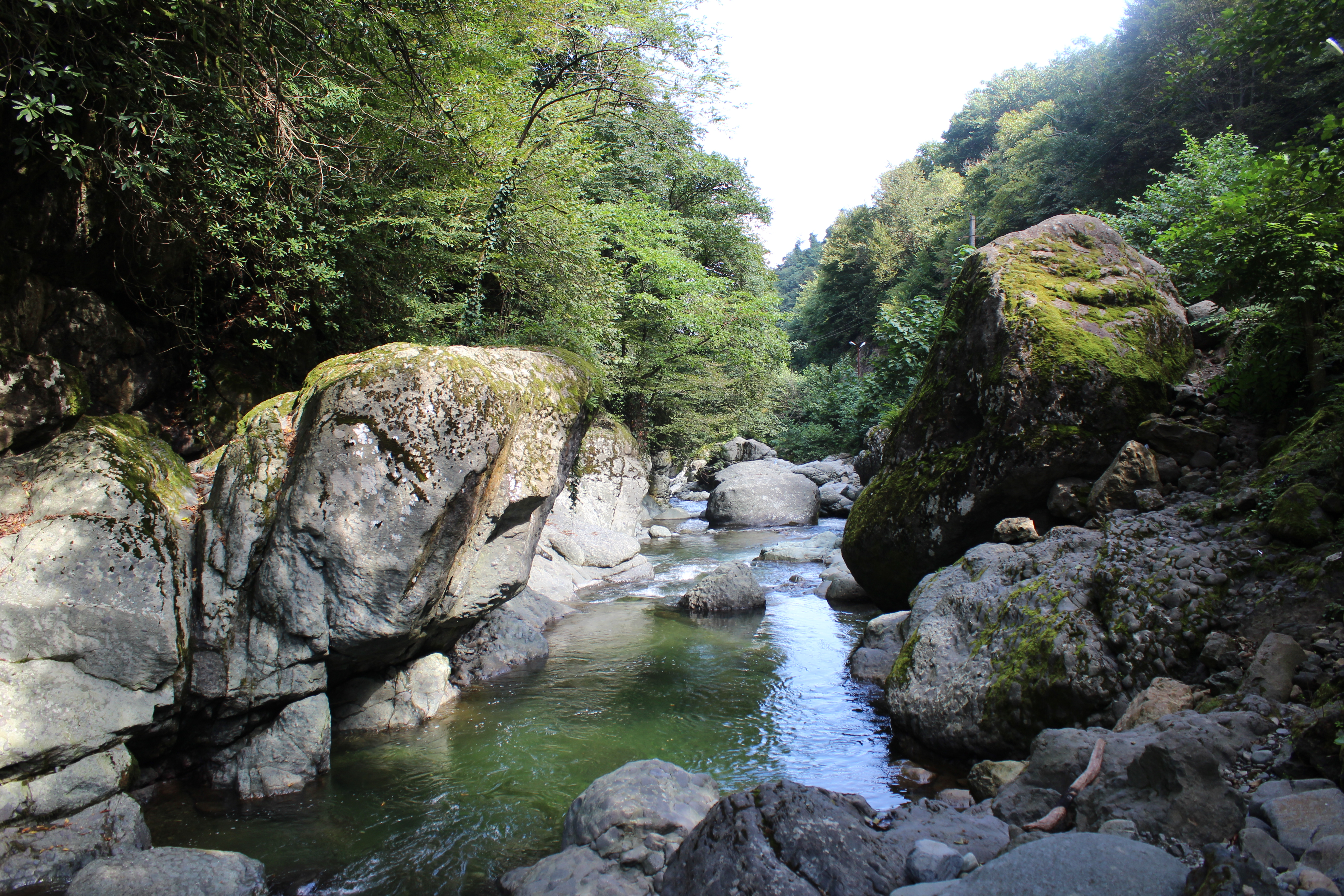
Río Ajistskali a su paso por el municipio
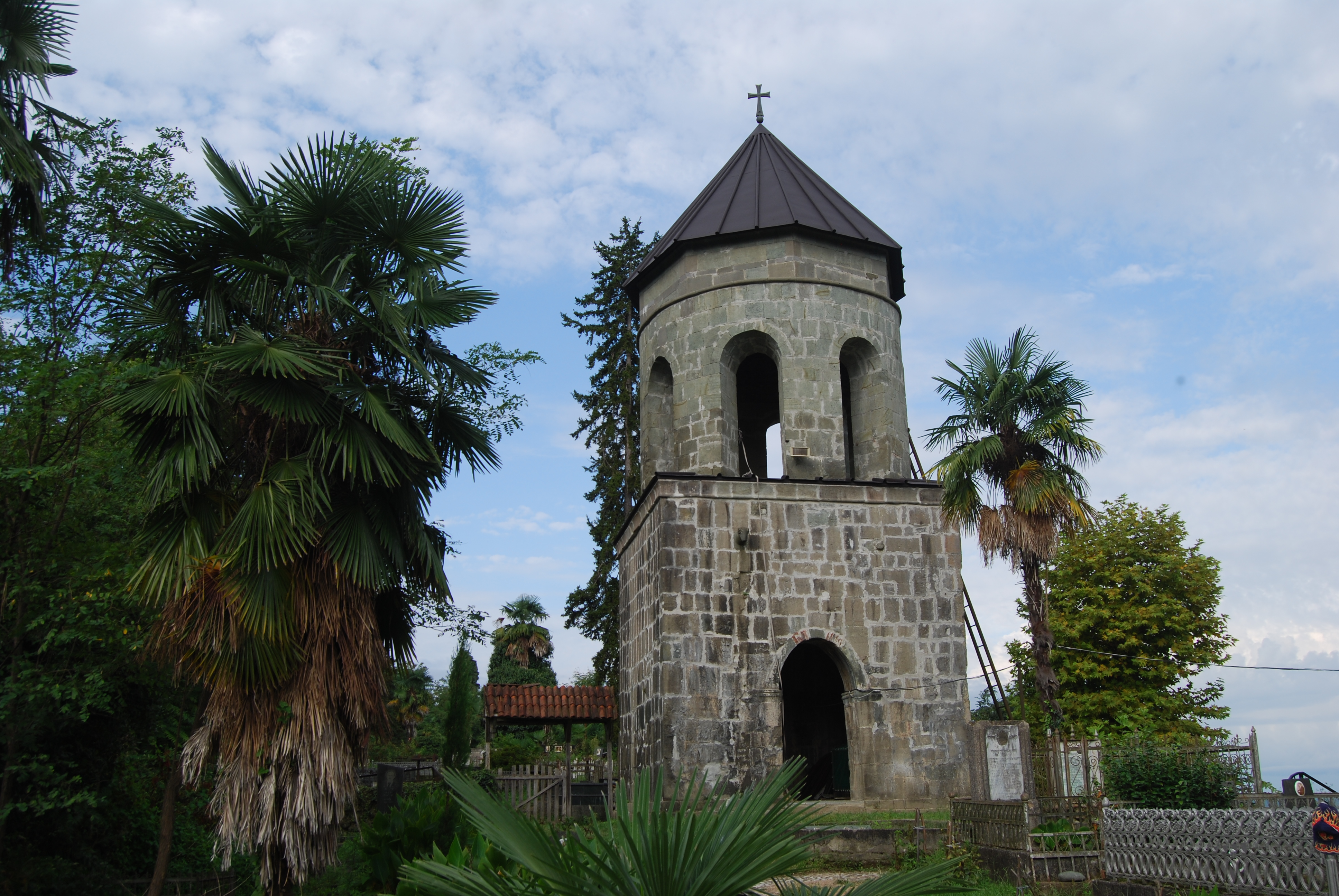
Torre de la iglesia de Lijauri
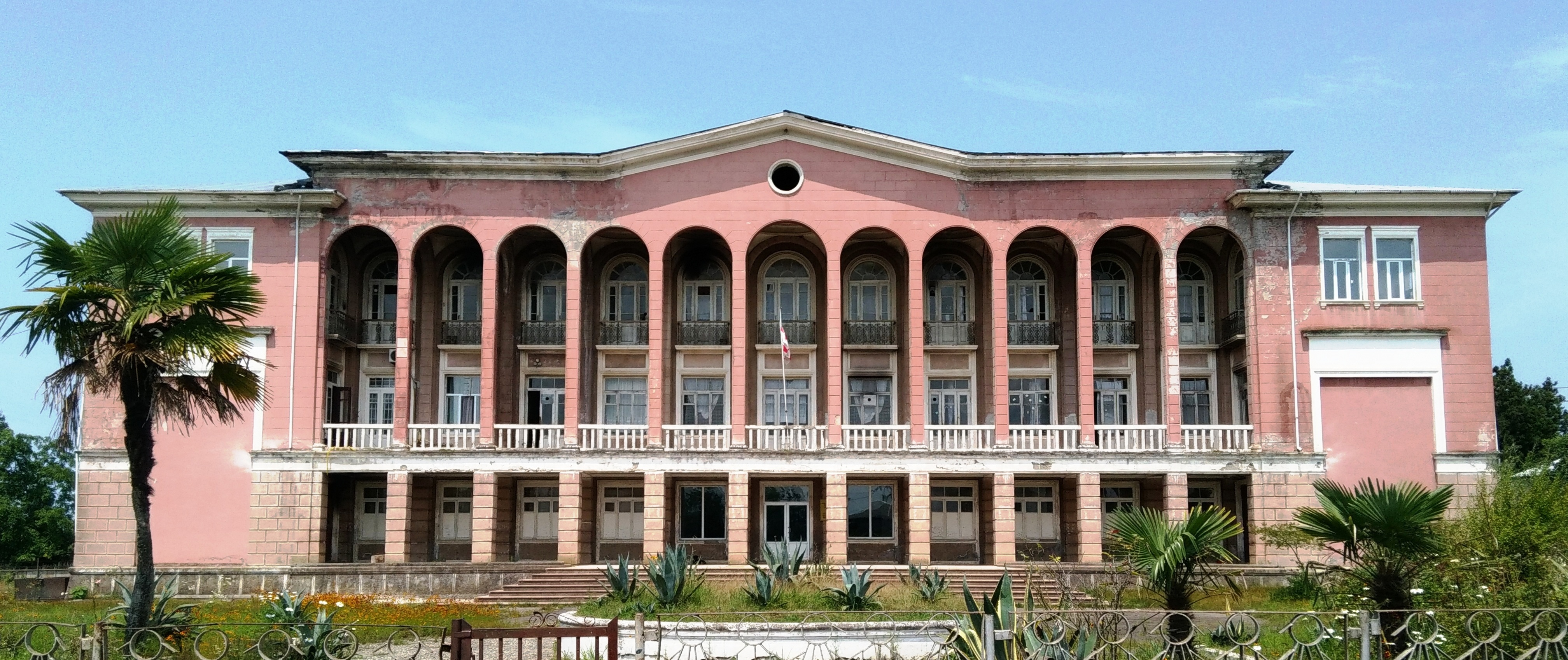
Colegio en Natanebi
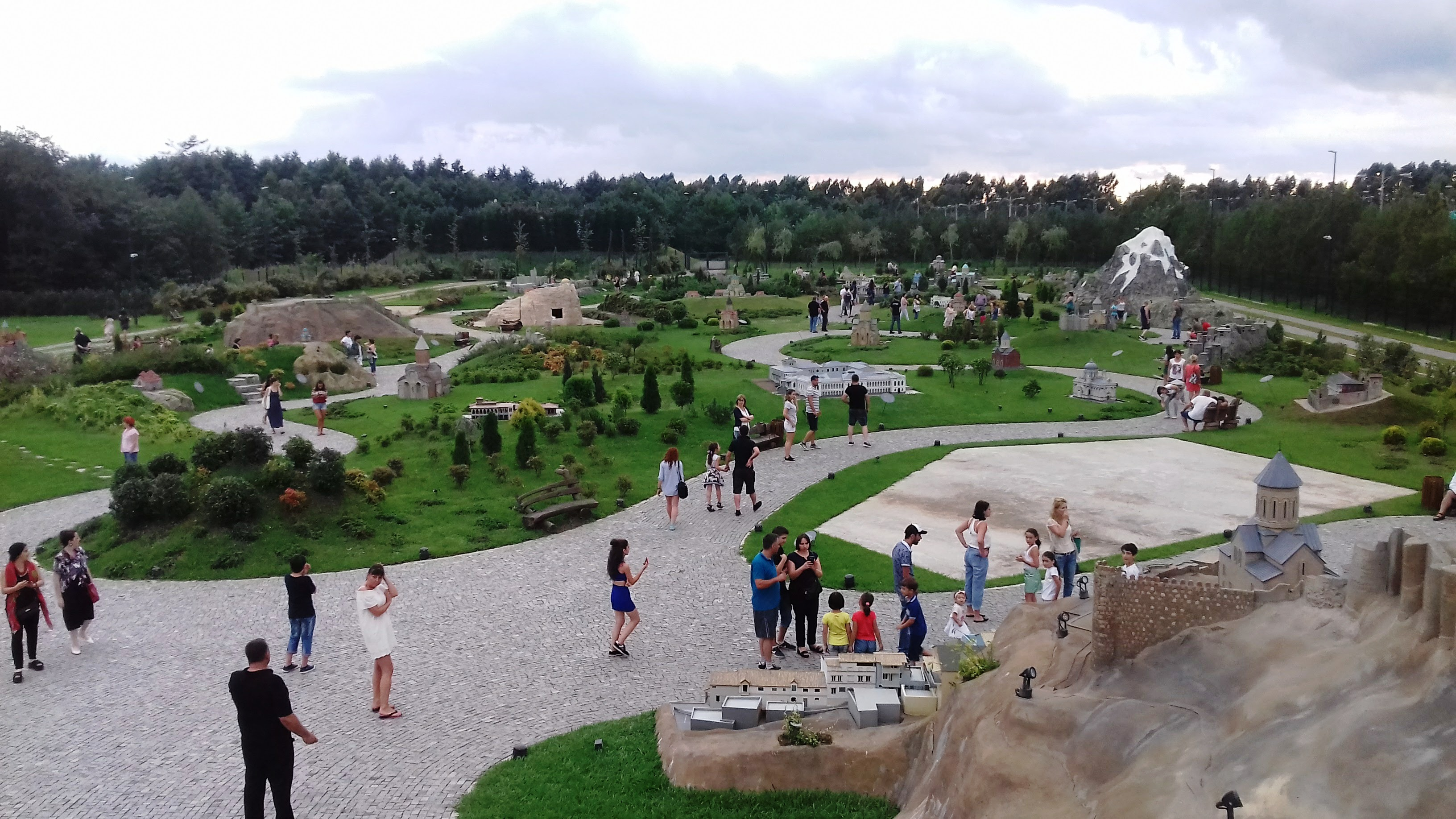
Parque de miniaturas de Shekvetili